# Wienoffensiven
Wienoffensiven blev igangsat af sovjettroppen 3. ukrainske front fra Den Røde Hær for at overtage Wien, Østrig under 2. verdenskrig. 
Offensiven varede fra 2. april til 13. april 1945 og foregik ved Wienerwald. 
Byen Wien var omringet og belejret under det meste af offensiven.
| Militær | Spire Denne artikel om militær er en spire som bør udbygges. Du er velkommen til at hjælpe Wikipedia ved at udvide den. |